# Avenida Salaverry (Chiclayo)
La avenida Salaverry es una de las principales avenidas de la ciudad de Chiclayo, en el Perú. Se extiende de oeste a este en el distrito de Chiclayo a lo largo de 2.62 km. Se destaca por ser un importante eje comercial de la ciudad, los principales puntos de interés de esta vía son el Estadio Elías Aguirre y el Parque Infantil de Chiclayo.

## Recorrido
Se inicia en la intersección con la avenida Zarumilla y termina en la intersección con la avenida Eufemio Lora y Lora frente al Parque de las Banderas.